# Moti di Fano
I moti di Fano sancirono l'inizio di una rivolta popolare scoppiata il 6 settembre 1791 a causa dell'aumento del prezzo della farina e del calo del peso del pane.

## Storia
Il moto, già preceduto da altri tumulti, fu capeggiato da alcuni popolani (due calzolai, un canestraio, un sarto, un pescivendolo e una donna coraggiosa, una certa Moretta). Cominciò ad opera delle donne con l'assalto e il saccheggio ad un magazzino di grano di proprietà di due mediatori ritenuti responsabili degli aumenti dei prezzi.
Il governatore della città, monsignor Adeodato Bisleti, volle provocare i rivoltosi, che riuscirono ad impossessarsi del baluardo che era sguarnito e puntarono i cannoni contro la città.
Intervenne allora il vescovo Antonio Gabriele Severoli, che cercò di calmare gli animi e riportare la situazione alla normalità. Il visitatore apostolico monsignor Antonio Maria Frosini, inviato per sostituire l'intransigente monsignor Bisleti, eliminò alcuni abusi, riorganizzò il forno dei poveri e tassò i possidenti. Il vescovo e la Curia però non accettarono le novità portate dal visitatore apostolico, che comunque intervenne tra ottobre e novembre anche per arrestare alcuni insorti, fra i quali monsignor Paolo Castracane, un ecclesiastico illuminista.
I moti da Fano si propagarono anche nelle città vicine: Senigallia, San Costanzo, Pesaro e Fossombrone.